# Ibrahim El-Batout
Ibrahim El Batout (إبراهيم البطوط) (Port Said, Egipto, 20 de septiembre de 1963) es un director y productor de cine que reside en El Cairo dedicado principalmente al cine documental que ha sido galardonado en diversas oportunidades por sus obras.

## Actividad profesional
Desde 1987 ha sido camarógrafo, productor y director en filmes documentales, algunos de ellos para cadenas internacionales de televisión como  ZDF, TBS y ARTE. 
Como corresponsal de guerra filmó para la televisión en una veintena de países en ocasión de 12 conflictos bélicos. Luego de ello quedó exhausto y se dio cuenta de que estaba equivocado y que, contrariamente a lo que había creído, los documentales no cambiaban nada. Pasó entonces por una etapa en la que se dedicó a la carpintería para volver después al cine pero dedicado a la ficción. Entonces hizo Ithaki (2005) y pudo ver que manejando su propia cámara podía hacer cine con un presupuesto casi inexistente y, además, como Egipto estaba bajo un gobierno extraordinariamente opresivo, era la única forma de escapar a su control y mostrar la realidad. Por eso trabajé sin guion, no presentó ninguno para ser revisado ni pedía autorización para filmar.
En septiembre de 2005, ya finalizado Ithaki, El-Batout estaba involucrado en un proyecto de enseñanza para niños que vivían en el Alto Egipto usando como herramientas la filmación y el teatro. El maestro y director Mohamed Adel Fatah que también participaba del proyecto le sugirió a El-Batout que ubicara su siguiente filme en el vecindario de Ein Shams, un lugar que desde tiempo atrás había atrapado y fascinado al director cinematográfico, que aceptó la idea y escribió una historia apropiada para el lugar. A la película incorporó trozos sobrantes de filmaciones que había hecho en su último viaje a Irak y de este modo cerraba el ciclo de documentalista que había iniciado casi 20 años antes justamente en ese vecindario.
Ein Shams fue hecha por estudiantes de cine de Alejandría trabajando bajo la conducción de El-Batout y su filmación costó seis mil dólares; después El-Batout obtuvo otros cien mil dólares para terminarla y llevarla al Festival de Doha; allí obtuvo el primer premio y le garantizaron otros cien mil dólares que le permitieron. por fin, pagar a los actores y técnicos.

## Hawi
Su película Hawi trata sobre personas que han aprendido a librar sus batallas invisibles para mantener la dignidad y sobre su vinculación con la pobreza espiritual y económica.
Jay Weissberg en Variety dijo que el filme "ofrece una inusual mirada de Alejandría que, como en películas anteriores como Ojo del Sol, privilegia el estado de ánimo por sobre la construcción narrativa, por lo que mientras los temas son evidentes, la imagen es débil respecto de la conexión de sus personajes". Recuerda que ek director "tiene una propensión casi religiosa en filmar sin limitaciones y con los presupuestos prácticamente inexistentes, consiguiendo que el elenco y los demá participantes, en gran parte no profesionales, trabajen sin guiones fijos, con el resultado remanente como única promesa de pago. Es, sin duda, un trabajo de amor, profundamente sentido, y El Batout actúa como escritor, conductor y uno de los protagonistas". 
Opina, finalmente, que "la visión de El Batout de Alejandría es fascinante, a kilómetros de las soleadas o elegantes imágenes costeras que suelen verse en esta ciudad más occidental de Egipto. En su lugar, la mayoría de la película, especialmente la primera mitad, está filmada sin brillo, sin pulir, y la calidad del sonido desigual.
Este filme “es de ese genuino cine independiente –hecho con recursos modestos pero con profundos profesionalismo y pasión- que no solamente alcanza el estándar internacional sino que puede competir mundialmente sin temor con el realizado con fabulosos presupuestos”.

## Distinciones y premios
Hawi fue beneficiada con el fondo postproducción Hubert Bals del Festival Internacional de Cine de Róterdam de 2010 y era la primera de su país en su categoría en recibirlo. En la segunda edición del Festival de Cine Tribeca de Doha el filme Hawi fue el único de Egipto que entró en la Competencia del Cine Árabe y uno de los 4 que se estrenaban mundialmente; por el filme Hawi, Ibrahim El-Batout ganó el premio al mejor director en la Competencia de Cine Árabe. Hawi fue nominada en el Festival de Cine de Taormina de 2011 al Premio Toro de Oro.
Por la misma película fue galardonado en 2011 con el Premio del Jurado en el Festival Internacional de Cine de Rabat, y con los premios a la Mejor Película y al Mejor Guion en el Festival Internacional de Cine de Beirut y con una Mención de Honor en el Festival de Cine Árabe de San Francisco.
El sheita elli fat recibió, entre otros, los siguientes premios y nominaciones:
Festival Internacional de Cine de El Cairo, 2012
- Ganadores de Mención Especial en la Competición Árabe de Largometrajes: Ibrahim El-Batout, Amr Waked, Salah Alhanafy, ZAD Communication & Production y Ein Shams Films

Festival Internacional de Cine de Dubái, 2012
- Ganador del Premio Muhr Arab al Mejor Actor  Amr Waked  ; Nominados al Premio a la Mejor Película
- Ibrahim El-Batout
- Amr Waked
- Salah Alhanafy

Festival del Cine del Mediterráneo de Montpellier, 2012
- Ganadores del Premio de la Crítica a la Mejor Pel+icula Ibrahim El-Batout, ZAD Communication & Production y Ein Shams Films
- Ganadores de Mención Especial Antígona de Oro Ibrahim El-Batout, Amr Waked, Salah Alhanafy, ZAD Communication & Production y Ein Shams Films

Festival de Cine de Venecia, 2012
- Nominado al Premio a la Mejor Película en la Competencia Horizontes Ibrahim El-Batout
- 2008 The Golden Tauro eb el Festival de Cine de Taormina por Ein Shams
- 2008 Premio a la mejor primera película de un director en Festival Internacional de Cine Árabe de Róterdam por Ein Shams
- 2008 Mención especial del jurado en el Festival Internacional de Cine de Cartago por Ein Shams ( Eye of the Sun )

Otros premios que recibió fueron:
- 1991 Premio de honor TBS por la cobertura de la primera guerra del Golfo
- 1994 Premio Axel Springer por Female Circumcision in Ethiopia
- 1996 Premio ECHO por The Victim of a War that Ended
- 2000 Premio Axel Springer por A Day of an Ambulance Driver in Ramalla
- 2003 Finalista del Premio Impacto Rory Peck Sony International por Mass Graves in Iraq

## Filmografía
Guionista
- Ali, The Goat and Ibrahim (2016)
- El Ott (2014)
- El sheita elli fat o  o Winter of Discontent (2012)
- Hawi (2010)
- Ein Shams (2008)
- Ithaki (2005)

Director
- El Ott  (2014)
- El sheita elli fat o Winter of Discontent (2012)
- Hawi (2010)
- Ein Shams (2008)
- Ithaki (2005)

Director de fotogtafía
- Hawi (2010)
- Ithaki (2005)
- Youm El-Ethneen (cortometraje) (2005)

Productor
- El sheita elli fat o  o Winter of Discontent(2012)
- Ithaki (2005)

Actor
- Hawi (2010)
- Une arme de choix (2012)  (Cortometraje documental) …Él mismo

## Documentales
- Slavery in Southern Sudan (1996) (ZDF)
- The Beginning of the War in Kosovo (1998) (ZDF)
- The War in Kosovo (1999) (ZDF)
- Nagib Mahfouz Passage du siecle (1999) (ARTE)
- A Day of an Ambulance Driver in Ramalla, Palestine (2000) (ZDF)
- Three German Women Living in Gaza (2001) (WDR Alemania)
- The River that Connects Future EC Countries (2001) (ZDF)
- Pilgrimage to Mecca (2002) (ZDF)
- Drug Addiction in Kuwait (2002) (ZDF)
- Mass Graves in Iraq (2003) (ZDF)
- Baghdad (2004) (ZDF)
- 26 Seconds in Pakistan (2006) (Islamic Relief Foundation)
- I am a Refugee in Cairo (2007) (Al Jazeera International)

## Televisión
Director
- Nova (Serie documental) (2 episodios) 
  - Riddles of the Sphinx (2010)
  - The Bible's Buried Secrets (2008)

Camarógrafo segundo
- Hollywood and the Muslim World (2003)  (película documental)